# Письмаковка
Письмаковка (укр. Письмаківка), село, 
Чернещинский сельский совет, 
Зачепиловский район, 
Харьковская область.
Код КОАТУУ — 6322284503. Население по переписи 2001 года составляет 10 (3/7 м/ж) человек.
В селе приблизительно с 2010 года никто не проживает.

## Географическое положение
Село Письмаковка находится в верховье балки Московка по которой протекает пересыхающий ручей с запрудами. В верховье балки Московка расположен Письмаковский ставок. Село расположено между реками Орчик и Берестовая (8 км), на расстоянии в 4 км находится село Педашка Первая.

## История
- 1750 - дата основания.

## Экономика
- Молочно-товарная ферма.